# Кланови у Јамато држави

## Односи у држави
Освајањем нових земаља ствара се војничка аристократија која потискује родовску властелу. До јачања државне организације доводи социјално раслојавање. јачање војничке аристократије и потреба за стварањем централизоване државе. 
Подел друштва вршила се по принципу Уџи - постојале су три велике социјалне класе:
1. Кланови - Уџи
2. Гилде или корпорације - Бе
3. Неслободно становништво - Јацуко

## Кланови
Заједница заснована на крвном сродству, привилегован слој друштва. Титула поглавара је наследна. Царски клан Сумераги или тенно обједињавао је световну и духовну власт. Најјачи кланови су били: Накатоми и Имибе (држали свештеничке функције), Отомо (царева гарда), Сога (чувари благајне) и Мононобе (вође царске војске). Клановима су била подређена остала два друштвена слоја.

## Гилде или корпорације
Нема родбинских веза, али се члан постајало рођењем. Већи део је припадао царском клану а често су и везане за поједине кланове. Обавезе овог веома важног слоја биле су бављење земљорадњом и занатством.

## Неслободно становништво
Пре Таика реформи овај слој популације готово да није ни имао личну слободу. Постојале су две основне категорије:
1. Личне слуге или тонери - су могли бити у личном обезбеђењу, могле су имати висок положај, чинили су их људи из разних слојева становништва.
2. Слуге или јацуко - су биле нижег нивоа и најчешће су радиле као послужитељи код мање значајних људи.
3. Робови - најнижа социјална категорија, било их је свега 5% али су били корисни за обављање тешких послова.